# Toon Dupuis
Antonius Stanislaus Nicolaas Ludovicus Dupuis (Antwerpen, 18 februari 1877 – Den Haag, 13 oktober 1937) was een Nederlandse beeldhouwer en medailleur van Belgische afkomst.

## Leven en werk
Dupuis was een zoon van de Belgische schilder en beeldhouwer Louis Francois Joseph (Louis) Dupuis en Maria Philomena Francisca De Roij. Hij leerde de beginselen van het vak van zijn vader en studeerde onder Thomas Vinçotte aan de Antwerpse tekenacademie. 
Dupuis woonde vanaf 1898 in Den Haag en werd in 1908 genaturaliseerd tot Nederlander. Hij werd docent aan de Haagse Academie van Beeldende Kunsten, waar hij les gaf aan onder anderen Pieter Biesiot, Fransje Carbasius, Annie Fokker, Marian Gobius, Dea Meeter en Gra Rueb. 
Tot de werken van zijn hand behoren een beeld van mgr. Joannes Zwijsen in de St. Dionysiuskerk te Tilburg, een standbeeld van Petrus Canisius in het Hunnerpark te Nijmegen, een borstbeeld van mgr. Nolens in het Katholiek Documentatie Centrum te Nijmegen en een borstbeeld van Jozef Israëls, dat deel uitmaakt van de collectie van het Rijksmuseum te Amsterdam.
Dupuis werd in 1921 benoemd tot Officier in de Orde van Oranje-Nassau. Hij overleed op 60-jarige leeftijd in Den Haag en werd begraven op begraafplaats Oud Eik en Duinen. Hij heeft naar een ontwerp van de bevriende Haagse architect Co Brandes een monument voor zijn graf gemaakt. Dit beeld van een vrouw, die bezoekers tot stilte lijkt te manen, werd een jaar later onthuld.

## Werken in de openbare ruimte
- Borstbeeld Rembrandt (1906), Wittesingel, Leiden
- Borstbeeld burgemeester Reiger (1909), plantsoen Maliebaan/Maliesingel, Utrecht
- Borstbeeld Petrus J.H. Cuypers (1910), Rijksmuseum Amsterdam
- Borstbeeld Peter Stuyvesant (1911), St. Mark's Church in-the-Bowery aan Second Avenue, New York
- De Arbeider (1913), Carnegieplein / Vredespaleis, Den Haag
- Borstbeeld Jhr. Victor Eugène Louis de Stuers (1914), Rijksmuseum Amsterdam
- Standbeeld van de gebroeders De Witt (1918), Visbrug, Dordrecht
- Ruiterstandbeeld stadhouder Willem III (1921), Kasteelplein, Breda
- Prof. Franciscus Cornelis Donders (1921), Janskerkhof, Utrecht
- Monument Leger en Vloot (1921), Boulevard, Scheveningen (Den Haag)
- Heilig Hartbeeld (1922), Tempsplein, Heerlen
- Borstbeeld Alexander de Savornin Lohman (1924), Rijksuniversiteit Groningen, Groningen
- Standbeeld van Petrus Canisius (1927), Hunnerpark, Nijmegen
- Penning met portret van prinses Juliana (1927) voor de Vereniging voor Penningkunst (keerzijde door Jac.J. van Goor)
- Borstbeeld Mathias Smeets (1930), oprichter drukkerij Smeets Weert (1830).
- Gedenkteken Van Houten & Zn (1928), Weesp
- Zitbank in landgoed Clingendael (1932), Den Haag. Monument aangeboden door de Maatschappij tot Exploitatie van Onroerende Goederen Laan van Meerdervoort aan de gemeente.
- Monument mgr. Joannes Zwijsen (1933), Willemsplein, Tilburg
- Koningin Emma (1936), in het rosarium op het Jozef Israëlsplein in Den Haag. Dit monument is door Dupuis in samenwerking met architect Co Brandes ontworpen. Het beeld zelf is door derden uitgevoerd in vaurion, Frans kalksteen. Het monument raakte door bekladding en herhaald reinigen zo in verval, dat het in 2001 is vervangen door een (gereconstrueerd) afgietsel in brons.
- Penning jhr.dr. J. Loudon (1937) voor de Vereniging voor Penningkunst
- Borstbeeld Jozef Israëls, Rijksmuseum Amsterdam
- Borstbeeld mgr. Nolens, Katholiek Documentatie Centrum, Nijmegen
- Reliëf Hendrik Adriaan van Beuningen, Openbare Bibliotheek Oudegracht, Utrecht

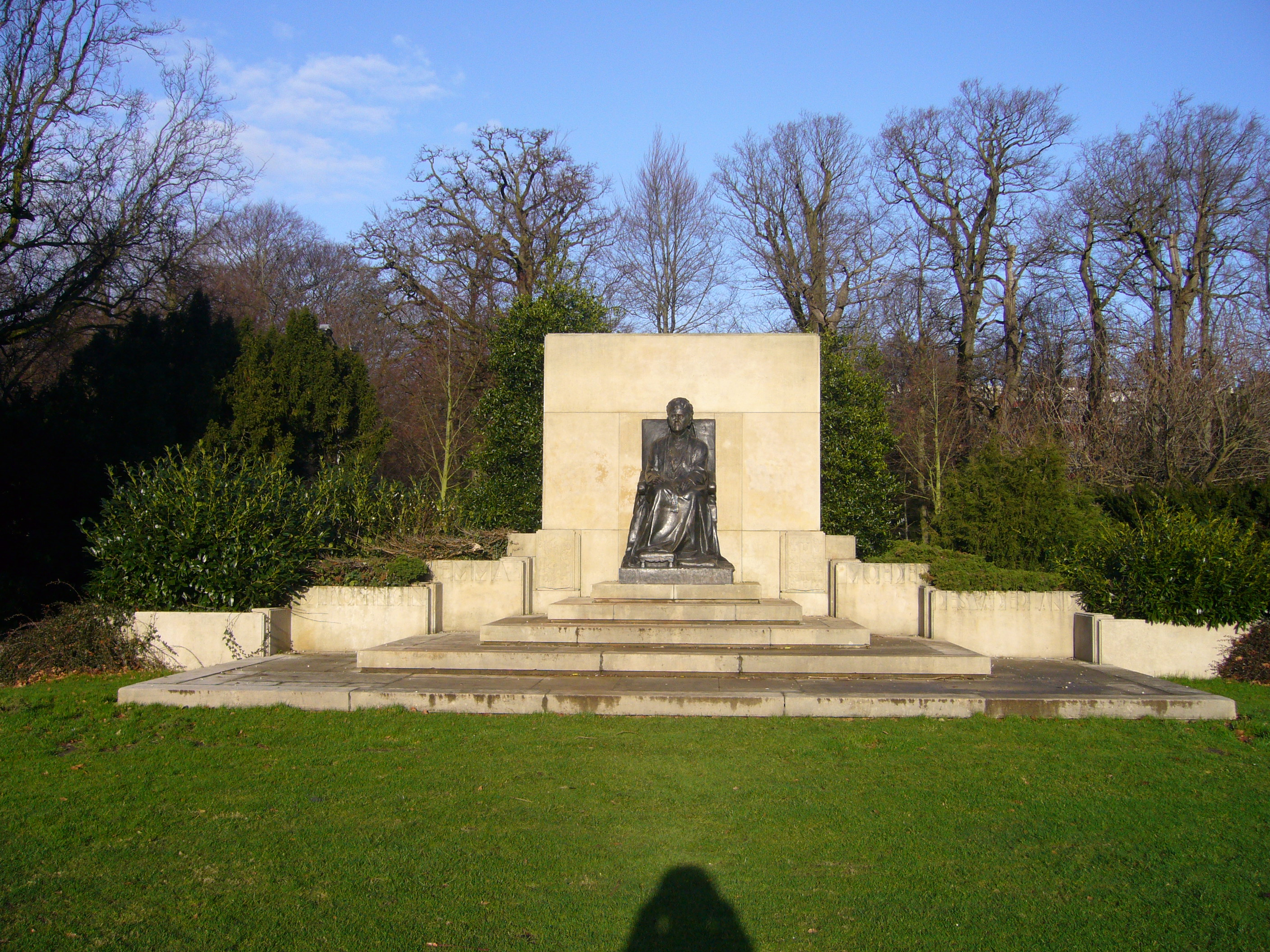
Koningin Emma (1936) in het rosarium, Den Haag
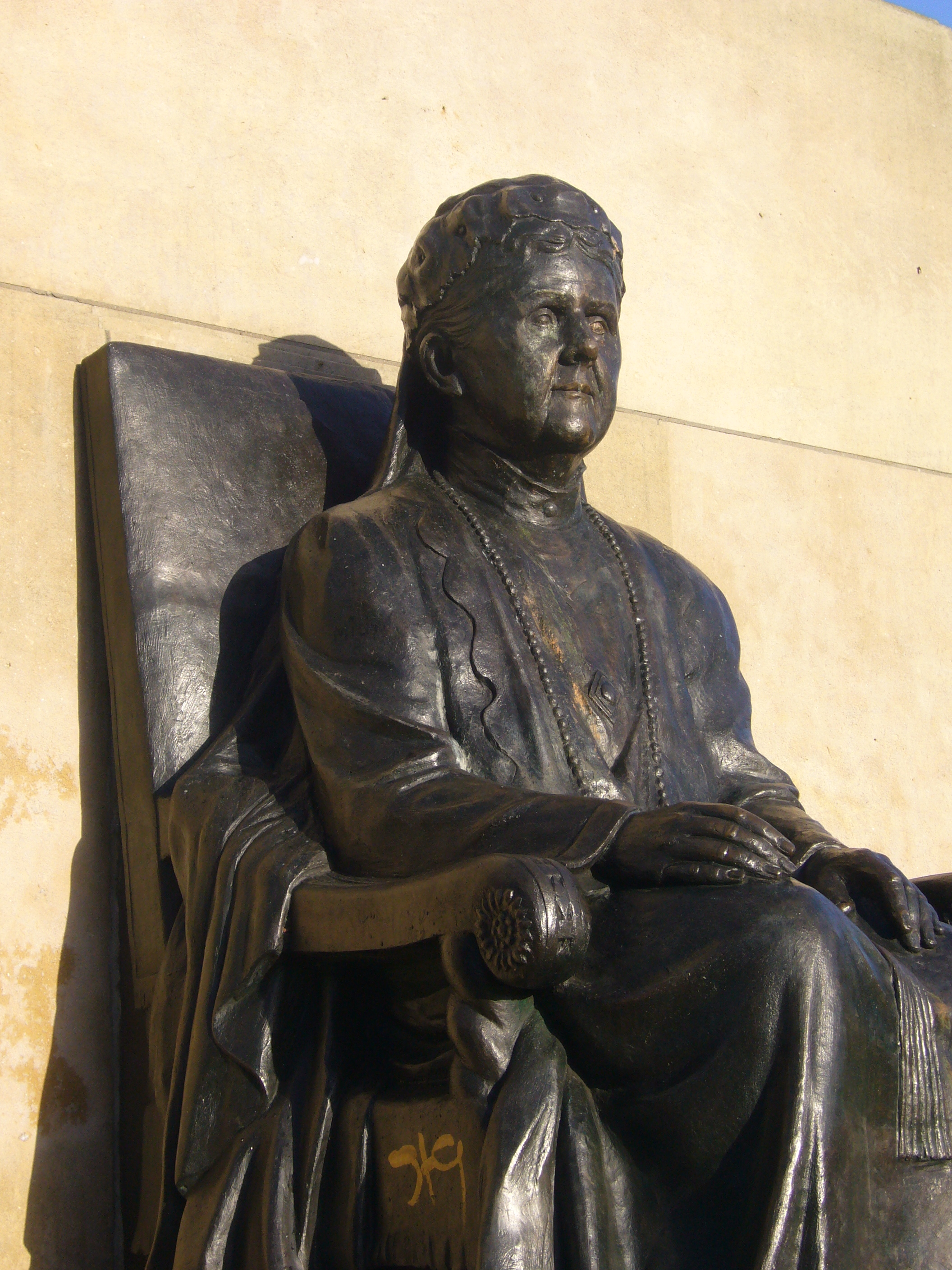
Detail van het monument van koningin Emma
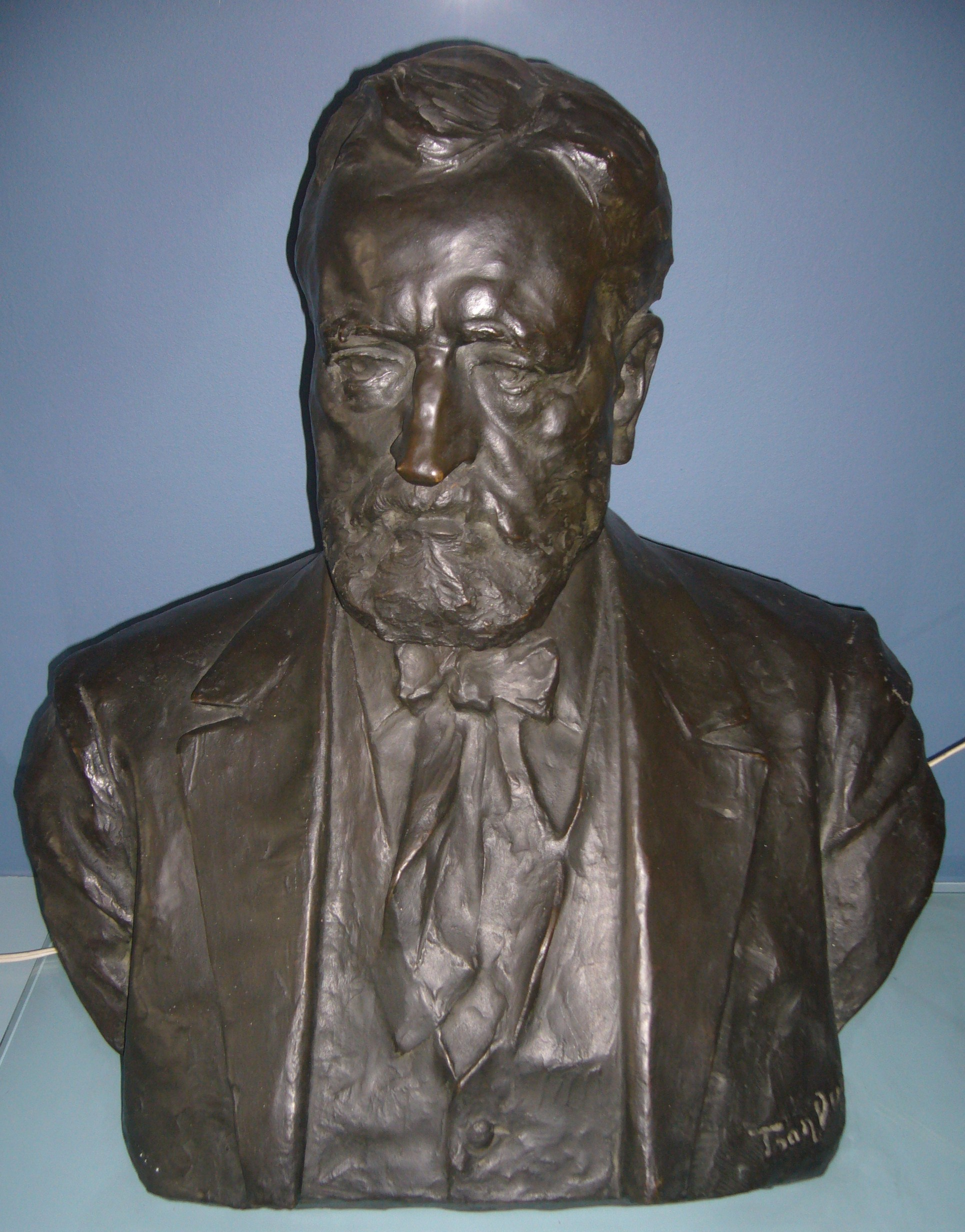
Henrik Pander, 1842-1893
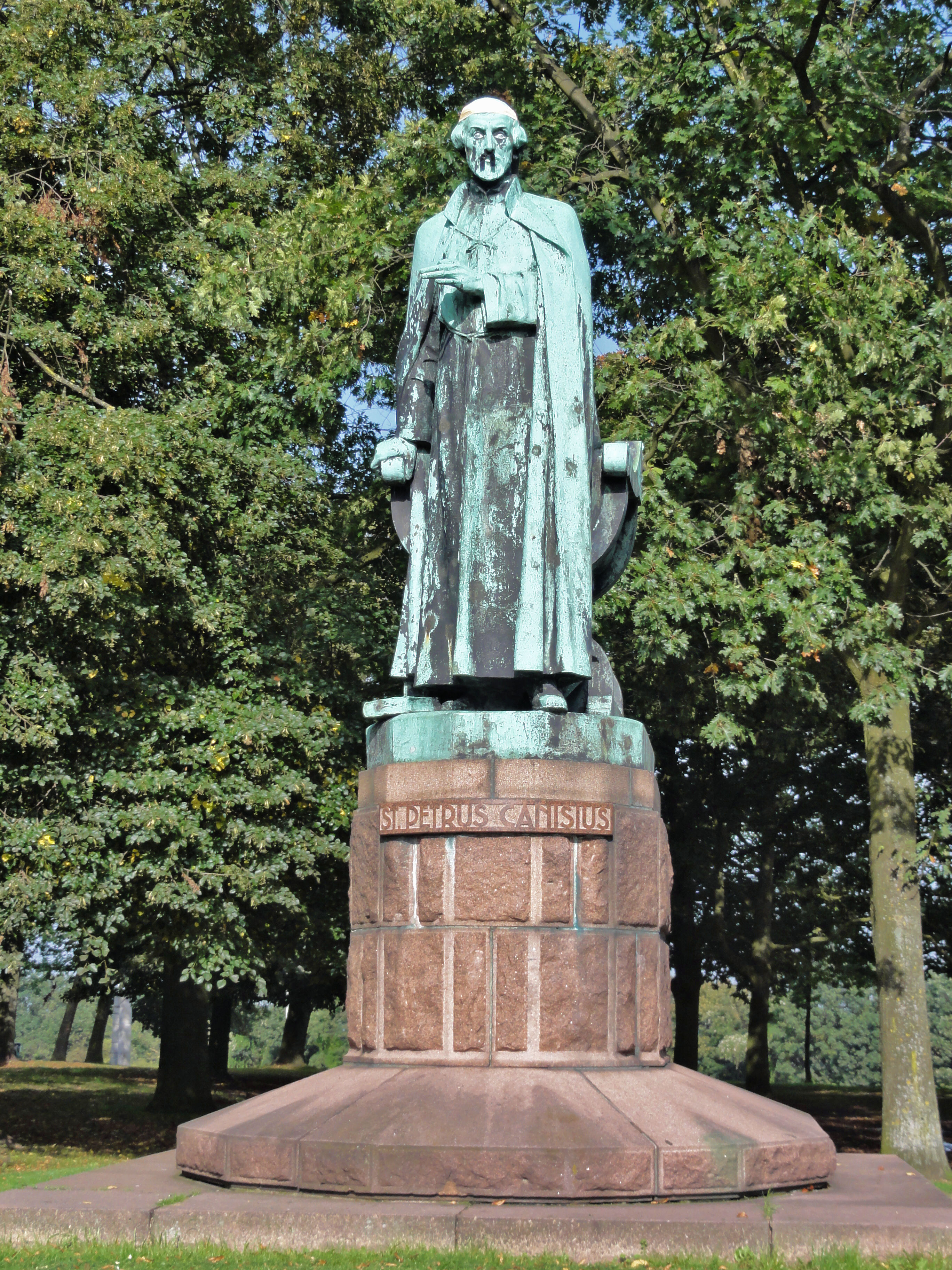
Petrus Canisius (1927) in het Hunnerpark, Nijmegen
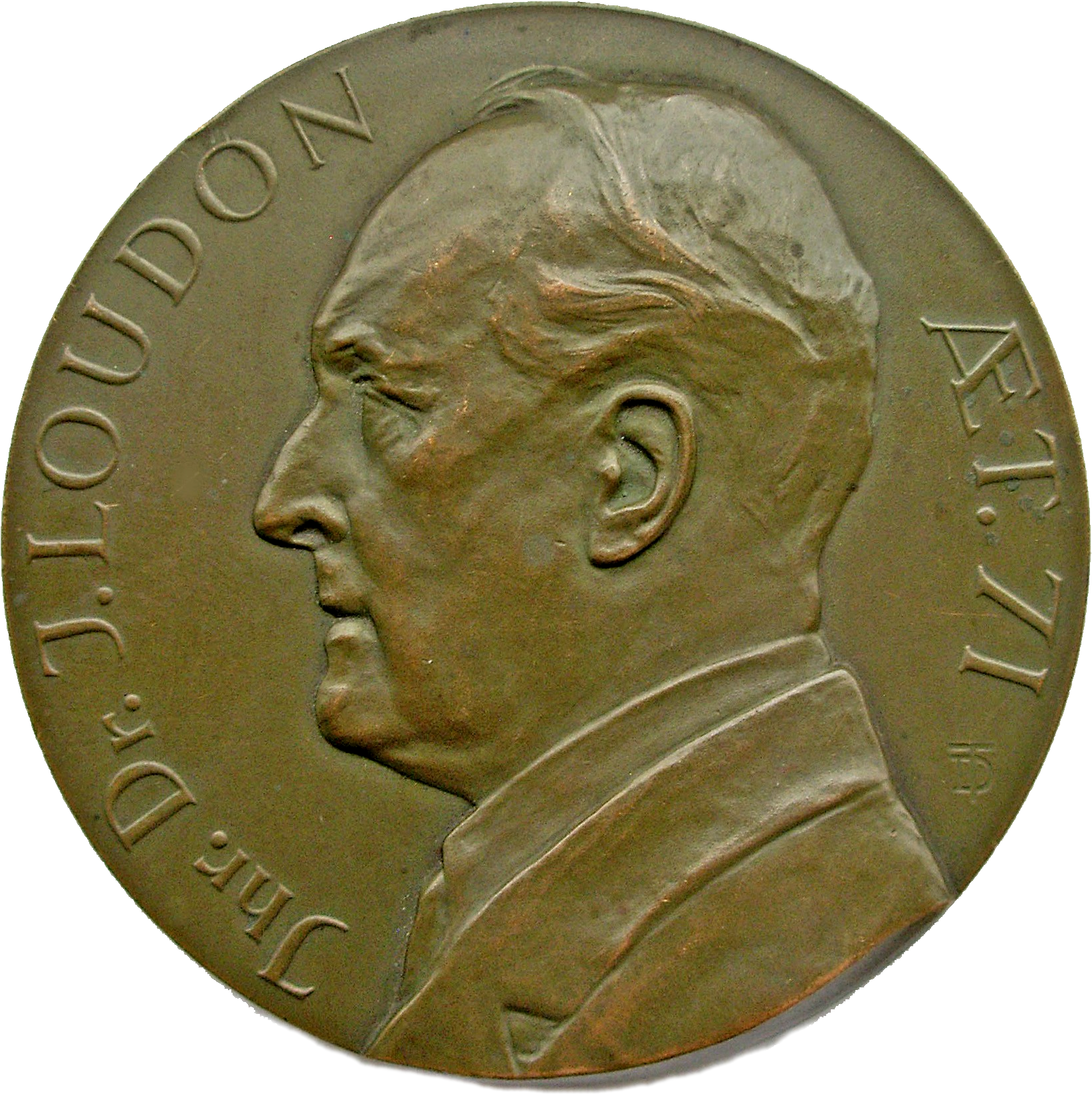
Penning jhr. dr. J. Loudon (1937)